# Thomas Bewick
Thomas Bewick (Ovingham, 12 agosto 1753 – Gateshead, 8 novembre 1828) è stato un incisore inglese.

## Biografia
Bewick nacque a Ovingham, vicino a Newcastle upon Tyne in una famiglia di umili origini.
Bewick dimostrò sin da piccolo un buon talento per il disegno, e pur non avendo ricevuto alcuna lezione di arte all'età di 14 anni divenne apprendista di Ralph Beilby, un incisore artigianale di prodotti in legno. In questa bottega sviluppò talmente le sue conoscenze e le sue abilità da ottenere nel 1775 un premio da parte della Royal Society of Arts per un lavoro intitolato Huntsman and the Old Hound. L'anno seguente assunse il ruolo di socio nell'attività di Beilby.
Non si limitò solamente a riprodurre le tecniche di incisione d'ornati in legno tradizionali, ma introdusse anche nuovi metodi incisori tali da avvicinare la lavorazione, per finezza e resa, a quella dei metalli. Una delle sue tecniche preferite fu la silografia su legno di testa che diffuse e rese famosa.

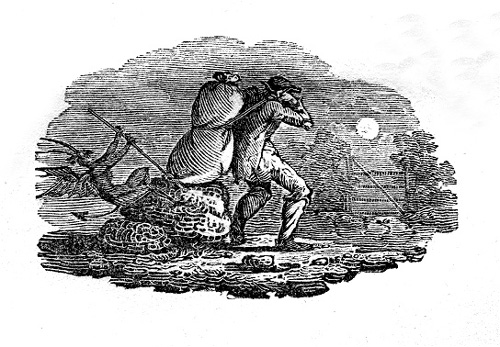
Una vignetta tratta da History of British Birds di Bewick citato da Charlotte Brontë in Jane Eyre

Grazie a questa innovativa attività, Bewick inaugurò a Newcastle upon Tyne un laboratorio assieme al fratello, al figlio e ad un numero elevato di aiutanti e allievi, tra i quali WIlliam Harvey, che viene considerato il suo degno "erede" professionale.
Bewick realizzò e pubblicò numerosi libri di illustrazioni, in bianco e nero, nei quali dimostrò un grande rispetto per la natura.
A General History of Quadrupeds apparso nel 1790, nel quale descrisse i mammiferi fu la prova generale del grande archivio della natura, pubblicato sette anni dopo, che rimase indussolibilmente legato al nome del suo autore: History of British Birds, opera pregevole seppur legata al territorio e alla fauna inglese, suddivisa in due volumi, Land Birds e Water Birds, con un supplemento nel 1821. Per quest'ultima opera Bewick sfruttò le conoscenze ricavate dalle sue escursioni in campagna oltre che le informazioni ottenute da abitanti ed esperti storici della natura del suo tempo, come Thomas Pennant e Gilbert White.
Gli altri lavori che resero celebre Bewick furono le raccolte delle sue Vignettes, stampate postume nel 1877, che divennero fonte di ispirazione per intere generazione di illustratori e di incisori, sia per lo stile inconfondibile sia per la ricchezza e l'accuratezza iconografica.
Inoltre Bewick diede il suo contributo al libro di Oliver Goldsmith intitolato Traveller, al Deserted Village di Thomas Parnell's, Hermit di William Somervile e alla collezione di favole di Esopo.

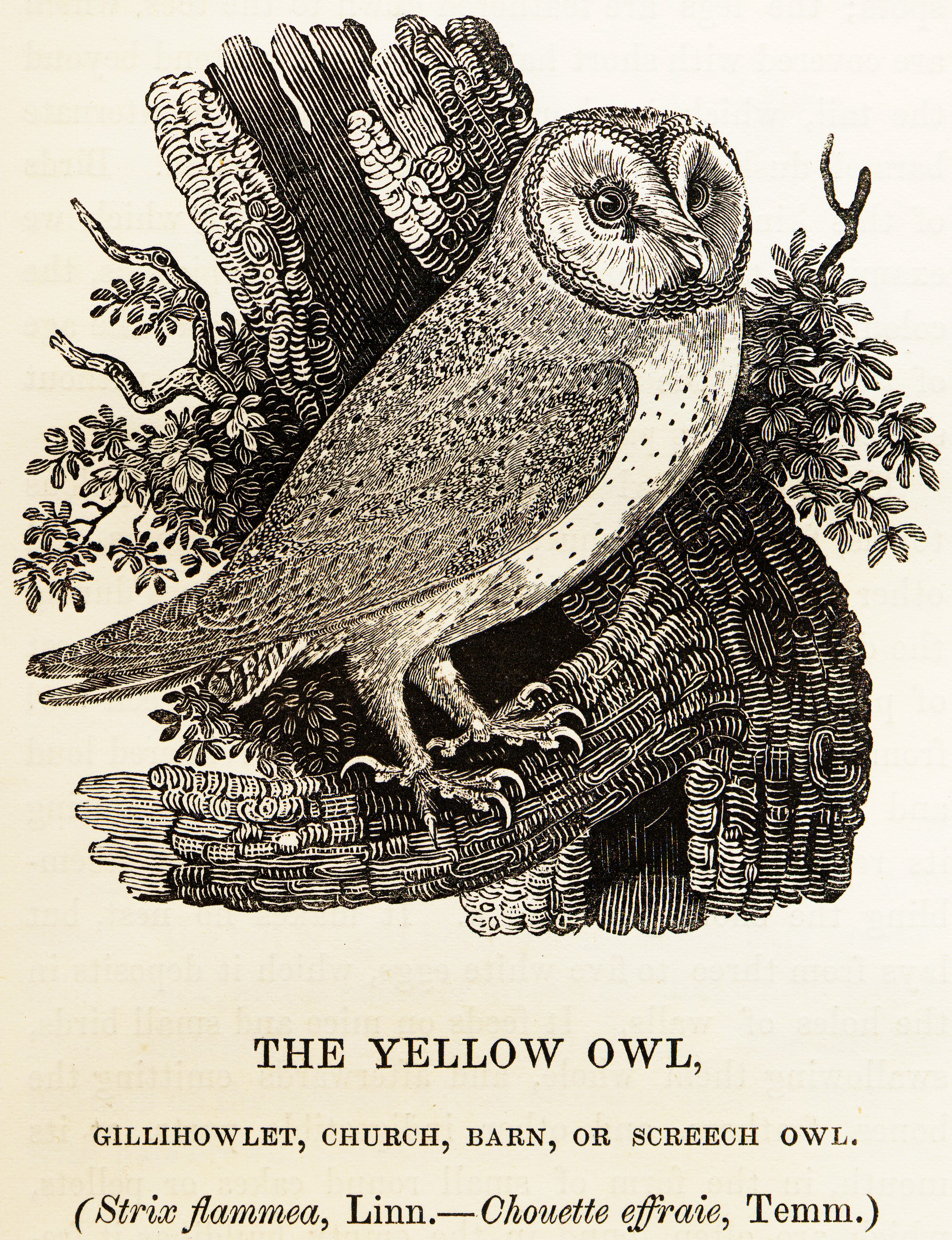
Immagine tratta dallHistory of British Birds di Bewick

Un po' tardivamente venne pubblicata, nel 1862, la sua autobiografia, Memoirs of Thomas Bewick, by Himself.
Per onorare la sua memoria un istituto scolastico di Newcastle è stato denominato Thomas Bewick Primary School.